# Ivoriaans honkbalteam

Vlag van Ivoorkust.

Het Ivoriaans honkbalteam is het nationale honkbalteam van Ivoorkust. Het team vertegenwoordigt Ivoorkust tijdens internationale wedstrijden. Het Ivoriaans honkbalteam hoort bij de Afrikaanse Honkbal & Softbal Associatie (AHSA).